# 45 Anos
45 Anos (no original em inglês, 45 Years) é um filme de drama britânico de 2015 escrito e dirigido por Andrew Haigh, baseado no ensaio In Another Country de David Constantine. Apresentado pela primeira vez no Festival de Berlim, conta a história de uma mulher prestes a comemorar o quadragésimo quinto aniversário de casamento, mas seu marido recebe uma carta afirmando que sua primeira esposa está congelada e foi estrelado por Charlotte Rampling, Tom Courtenay e Geraldine James.O filme possuiu uma indicação ao Oscar 2016, na categoria de melhor atriz.

## Elenco
- Charlotte Rampling - Kate Mercer
- Tom Courtenay - Geoff Mercer
- Geraldine James - Lena
- Dolly Wells - Charlotte
- Max Rudd - Maître
- David Sibley - George
- Sam Alexander - Chris
- Richard Cunningham - Mr. Watkins
- Kevin Matadeen
- Hannah Chalmers